# Herrarnas turnering i volleyboll vid olympiska sommarspelen 2020
Herrarnas turnering i volleyboll vid olympiska sommarspelen 2020 spelades 24 juli till 7 augusti 2021 i Tokyo, Japan. I turneringen deltog tolv landslag. Frankrike blev olympiska mästare för första gången genom att besegra ROC i finalen. Bruno Lima var främsta poängvinnare med 138 bollpoäng medan Earvin N'Gapeth utsågs till mest värdefulla spelare.
Ursprungligen skulle turneringen hållits 25 juli till 8 augusti 2020, men efter beslut 24 mars 2020 sköts turneringen (liksom resten av de olympiska spelen) upp p.g.a. Covid-19-pandemin.

## Kvalificering
Lagen kvalificerade sig genom olika kvalturneringar, dels en global kvalturnering dels kvalturneringar för respektive världsdel..

## Arenor
|                                                         |  |  |
|                                                         |  |  |
| Ariake Arena Stad: Tokyo Kapacitet: 15 000 Öppnad: 2019 |  |  |

## Regelverk

### Format
Tävlingen genomfördes i två rundor:
- Gruppspelsrunda med två grupper om sex lag där alla lag mötte alla andra lag en gång. De fyra bästa klassificerade i varje grupp gick vidare till den slutspelsrundan.
- Slutspelsrundan med cupspel från kvartsfinal och framåt där varje möte avgjordes i en direkt avgörande match. Lagen seedades så att ettan i den ena gruppen mötte fyran i den andra gruppen o.s.v.[5].

### Metod för att bestämma tabellplacering
Om slutresultatet blev 3-0 eller 3-1 tilldelades 3 poäng till det vinnande laget och 0 till det förlorande laget, om slutresultatet blev 3-2 tilldelades 2 poäng till det vinnande laget och 1 till det förlorande laget.
Lagens position i respektive grupp bestämdes utifrån (i tur och ordning):
- Antal vunna matcher
- Poäng;
- Kvot vunna/förlorade set
- Kvot vunna/förlorade bollpoäng
- Inbördes möten.

## Deltagande lag
| Lag       | Turnering                              | Deltog senast       |
| --------- | -------------------------------------- | ------------------- |
| Argentina | 1:a global kvalturnering (grupp F)     | Rio de Janeiro 2016 |
| Brasilien | 1:a global kvalturnering (grupp A)     | Rio de Janeiro 2016 |
| Kanada    | 1:a nordamerikansk kvalturnering       | Rio de Janeiro 2016 |
| Frankrike | 1:a europeisk kvalturnering            | Rio de Janeiro 2016 |
| Japan     | Värdland                               | Beijing 2008        |
| Iran      | 1:a asiatisk och oceansk kvalturnering | Rio de Janeiro 2016 |
| Italien   | 1:a global kvalturnering (grupp C)     | Rio de Janeiro 2016 |
| Polen     | 1:a global kvalturnering (grupp D)     | Rio de Janeiro 2016 |
| ROC       | 1:a global kvalturnering (grupp E)     | Rio de Janeiro 2016 |
| USA       | 1:a global kvalturnering (grupp B)     | Rio de Janeiro 2016 |
| Tunisien  | 1:a afrikansk kvalturnering            | London 2012         |
| Venezuela | 1:a kval sudamericano                  | Beijing 2008        |

## Turneringen

### Gruppspel
| Grupp A   | Grupp B   |
| --------- | --------- |
| Kanada    | Argentina |
| Japan     | Brasilien |
| Iran      | Frankrike |
| Italien   | ROC       |
| Polen     | USA       |
| Venezuela | Tunisien  |

#### Grupp A

##### Resultat
| 24 juli 2021 Ariake Arena, Tokyo Speltid: 2:17 - Åskådare: ?   | Italien | 3 - 2 | Kanada    | 26-28, 18-25, 25-21, 25-18, 15-11 |
| 24 juli 2021 Ariake Arena, Tokyo Speltid: 1:23 - Åskådare: ?   | Japan   | 3 - 0 | Venezuela | 25-21, 25-20, 25-15               |
| 24 juli 2021 Ariake Arena, Tokyo Speltid: 2:34 - Åskådare: ?   | Polen   | 2 - 3 | Iran      | 25-18, 22-25, 22-25, 25-22, 21-23 |
| 26 juli 2021 Ariake Arena, Tokyo Speltid: 1:23 - Åskådare: ?   | Iran    | 3 - 0 | Venezuela | 25-17, 25-20, 25-18               |
| 26 juli 2021 Ariake Arena, Tokyo Speltid: 1:31 - Åskådare: ?   | Polen   | 3 - 0 | Italien   | 25-20, 26-24, 25-20               |
| 26 juli 2021 Ariake Arena, Tokyo Speltid: 2:08 - Åskådare: ?   | Japan   | 3 - 1 | Kanada    | 23-25, 25-23, 25-23, 25-20        |
| 28 juli 2021 Ariake Arena, Tokyo Speltid: 1:21 - Åskådare: ?   | Kanada  | 3 - 0 | Iran      | 25-16, 25-20, 25-22               |
| 28 juli 2021 Ariake Arena, Tokyo Speltid: 1:40 - Åskådare: ?   | Polen   | 3 - 1 | Venezuela | 25-16, 25-13, 18-25, 25-15        |
| 28 juli 2021 Ariake Arena, Tokyo Speltid: 2:01 - Åskådare: ?   | Japan   | 1 - 3 | Italien   | 20-25, 17-25, 25-23, 21-25        |
| 30 juli 2021 Ariake Arena, Tokyo Speltid: 1:14 - Åskådare: ?   | Kanada  | 3 - 0 | Venezuela | 25-13, 25-22, 25-12               |
| 30 juli 2021 Ariake Arena, Tokyo Speltid: 1:34 - Åskådare: ?   | Japan   | 0 - 3 | Polen     | 22-25, 21-25, 24-26               |
| 30 juli 2021 Ariake Arena, Tokyo Speltid: 2:13 - Åskådare: ?   | Italien | 3 - 1 | Iran      | 30-28, 25-21, 21-25, 25-21        |
| 1 augusti 2021 Ariake Arena, Tokyo Speltid: 1:15 - Åskådare: ? | Polen   | 3 - 0 | Kanada    | 25-15, 25-21, 25-16               |
| 1 augusti 2021 Ariake Arena, Tokyo Speltid: 1:20 - Åskådare: ? | Italien | 3 - 0 | Venezuela | 25-22, 25-15, 25-17               |
| 1 augusti 2021 Ariake Arena, Tokyo Speltid: 2:37 - Åskådare: ? | Japan   | 3 - 2 | Iran      | 25-21, 20-25, 29-31, 25-22, 15-13 |

##### Sluttabell
| Pos. | Lag       | Pt | G | V | P | VS | FS | Kvot  | VP  | FP  | Kvot  |
| ---- | --------- | -- | - | - | - | -- | -- | ----- | --- | --- | ----- |
| 1.   | Polen     | 13 | 5 | 4 | 1 | 14 | 4  | 3,500 | 435 | 365 | 1,191 |
| 2.   | Italien   | 11 | 5 | 4 | 1 | 12 | 7  | 1,714 | 447 | 411 | 1,087 |
| 3.   | Japan     | 8  | 5 | 3 | 2 | 10 | 9  | 1,111 | 437 | 433 | 1,009 |
| 4.   | Kanada    | 7  | 5 | 2 | 3 | 9  | 9  | 1,000 | 396 | 387 | 1,023 |
| 5.   | Iran      | 6  | 5 | 2 | 3 | 9  | 11 | 0,818 | 453 | 460 | 0,984 |
| 6.   | Venezuela | 0  | 5 | 0 | 5 | 1  | 15 | 0,066 | 281 | 393 | 0,715 |

      Kvalificerade för kvartsfinal

#### Grupp B

##### Resultat
| 24 juli 2021 Ariake Arena, Tokyo Speltid: 1:21 - Åskådare: ?   | Brasilien       | 3 - 0 | Tunisien  | 25-22, 25-20, 25-15               |
| 24 juli 2021 Ariake Arena, Tokyo Speltid: 2:00 - Åskådare: ?   | Republiken Kina | 3 - 1 | Argentina | 21-25, 25-23, 25-17, 25-21        |
| 24 juli 2021 Ariake Arena, Tokyo Speltid: 1:25 - Åskådare: ?   | USA             | 3 - 0 | Frankrike | 25-18, 25-18, 25-22               |
| 26 juli 2021 Ariake Arena, Tokyo Speltid: 2:15 - Åskådare: ?   | USA             | 1 - 3 | ROC       | 23-25, 25-27, 25-21, 23-25        |
| 26 juli 2021 Ariake Arena, Tokyo Speltid: 1:22 - Åskådare: ?   | Frankrike       | 3 - 0 | Tunisien  | 25-21, 25-11, 25-21               |
| 26 juli 2021 Ariake Arena, Tokyo Speltid: 2:21 - Åskådare: ?   | Brasilien       | 3 - 2 | Argentina | 19-25, 21-25, 25-16, 25-21, 16-14 |
| 28 juli 2021 Ariake Arena, Tokyo Speltid: 1:52 - Åskådare: ?   | USA             | 3 - 1 | Tunisien  | 25-14, 23-25, 25-14, 25-23        |
| 28 juli 2021 Ariake Arena, Tokyo Speltid: 2:09 - Åskådare: ?   | Argentina       | 3 - 2 | Frankrike | 23-25, 25-17, 25-20, 15-25, 15-13 |
| 28 juli 2021 Ariake Arena, Tokyo Speltid: 1:27 - Åskådare: ?   | Brasilien       | 0 - 3 | ROC       | 22-25, 20-25, 20-25               |
| 30 juli 2021 Ariake Arena, Tokyo Speltid: 2:20 - Åskådare: ?   | Brasilien       | 3 - 1 | USA       | 30-32, 25-23, 25-21, 25-20        |
| 30 juli 2021 Ariake Arena, Tokyo Speltid: 2:09 - Åskådare: ?   | Argentina       | 3 - 2 | Tunisien  | 23-25, 23-25, 25-19, 25-18, 15-8  |
| 30 juli 2021 Ariake Arena, Tokyo Speltid: 1:49 - Åskådare: ?   | Republiken Kina | 1 - 3 | Frankrike | 21-25, 25-20, 17-25, 20-25        |
| 1 augusti 2021 Ariake Arena, Tokyo Speltid: 2:38 - Åskådare: ? | Brasilien       | 3 - 2 | Frankrike | 25-22, 37-39, 25-17, 21-25, 20-18 |
| 1 augusti 2021 Ariake Arena, Tokyo Speltid: 1:21 - Åskådare: ? | Republiken Kina | 3 - 0 | Tunisien  | 25-20, 25-22, 25-16               |
| 1 augusti 2021 Ariake Arena, Tokyo Speltid: 1:38 - Åskådare: ? | USA             | 0 - 3 | Argentina | 21-25, 23-25, 23-25               |

##### Sluttabell
| Pos. | Lag       | Pt | G | V | P | VS | FS | Kvot  | VP  | FP  | Kvot  |
| ---- | --------- | -- | - | - | - | -- | -- | ----- | --- | --- | ----- |
| 1.   | ROC       | 12 | 5 | 4 | 1 | 13 | 5  | 2,600 | 427 | 397 | 1,075 |
| 2.   | Brasilien | 10 | 5 | 4 | 1 | 12 | 8  | 1,500 | 476 | 450 | 1,057 |
| 3.   | Argentina | 8  | 5 | 3 | 2 | 12 | 10 | 1,200 | 476 | 464 | 1,025 |
| 4.   | Frankrike | 8  | 5 | 2 | 3 | 10 | 10 | 1,000 | 449 | 442 | 1,015 |
| 5.   | USA       | 6  | 5 | 2 | 3 | 8  | 10 | 0,800 | 432 | 412 | 1,048 |
| 6.   | Tunisien  | 1  | 5 | 0 | 5 | 3  | 15 | 0,200 | 339 | 434 | 0,781 |

      Kvalificerade för kvartsfinal

### Slutspelsrundan
|  | Kvartsfinaler | Kvartsfinaler | Kvartsfinaler |           |    | Semifinaler | Semifinaler | Semifinaler |    |                     | Final               | Final               | Final |  |
|  |               |               |               |           |    |             |             |             |    |                     |                     |                     |       |  |
|  | 1A            | Polen         | 2             |           |    |             |             |             |    |                     |                     |                     |       |  |
|  | 1A            | Polen         | 2             |           |    |             |             |             |    |                     |                     |                     |       |  |
|  | 4B            | Frankrike     | 3             |           |    |             |             |             |    |                     |                     |                     |       |  |
|  | 4B            | Frankrike     | 3             |           | 4B | Frankrike   | 3           |             |    |                     |                     |                     |       |  |
|  |               |               |               |           | 4B | Frankrike   | 3           |             |    |                     |                     |                     |       |  |
|  |               |               | 3B            | Argentina | 0  |             |             |             |    |                     |                     |                     |       |  |
|  | 2A            | Italien       | 3B            | Argentina | 0  | 2           |             |             |    |                     |                     |                     |       |  |
|  | 2A            | Italien       |               |           |    |             |             |             |    |                     |                     |                     |       |  |
|  | 3B            | Argentina     | 3             |           |    |             |             |             |    |                     |                     |                     |       |  |
|  | 3B            | Argentina     | 3             |           | 4B | Frankrike   | 3           |             |    |                     |                     |                     |       |  |
|  |               |               |               |           |    |             |             |             |    |                     |                     |                     |       |  |
|  |               |               | 1B            | ROC       | 2  |             |             |             |    |                     |                     |                     |       |  |
|  | 3A            | Japan         | 1B            | ROC       | 2  | 0           |             |             |    |                     |                     |                     |       |  |
|  | 3A            | Japan         |               |           |    | 0           |             |             |    |                     |                     |                     |       |  |
|  | 2B            | Brasilien     | 3             |           |    |             |             |             |    |                     |                     |                     |       |  |
|  | 2B            | Brasilien     | 3             |           | 2B | Brasilien   | 1           |             |    | Match om tredjepris | Match om tredjepris | Match om tredjepris |       |  |
|  |               |               |               |           | 2B | Brasilien   | 1           |             |    |                     |                     |                     |       |  |
|  |               |               | 1B            | ROC       | 3  |             |             |             |    |                     |                     |                     |       |  |
|  | 4A            | Kanada        | 1B            | ROC       | 3  | 0           |             |             | 3B | Argentina           | 3                   |                     |       |  |
|  | 4A            | Kanada        |               |           |    |             |             |             | 3B | Argentina           | 3                   |                     |       |  |
|  | 1B            | ROC           | 3             |           |    | 2B          | Brasilien   | 2           |    |                     |                     |                     |       |  |

#### Kvartsfinaler
| 3 augusti 2021 Ariake Arena, Tokyo Speltid: 1:39 - Åskådare: ? | Kanada  | 0 - 3 | ROC       | 21-25, 28-30, 22-25               |
| 3 augusti 2021 Ariake Arena, Tokyo Speltid: 1:30 - Åskådare: ? | Japan   | 0 - 3 | Brasilien | 20-25, 22-25, 20-25               |
| 3 augusti 2021 Ariake Arena, Tokyo Speltid: 2:21 - Åskådare: ? | Italien | 2 - 3 | Argentina | 25-21, 23-25, 22-25, 25-14, 12-15 |
| 3 augusti 2021 Ariake Arena, Tokyo Speltid: 2:13 - Åskådare: ? | Polen   | 2 - 3 | Frankrike | 25-21, 22-25, 25-21, 21-25, 9-15  |

#### Semifinaler
| 5 augusti 2021 Ariake Arena, Tokyo Speltid: 2:08 - Åskådare: ? | Brasilien | 1 - 3 | ROC       | 25-18, 21-25, 24-26, 23-25 |
| 5 augusti 2021 Ariake Arena, Tokyo Speltid: 1:27 - Åskådare: ? | Frankrike | 3 - 0 | Argentina | 25-22, 25-19, 25-22        |

#### Match om tredjepris
| 7 augusti 2021 Ariake Arena, Tokyo Speltid: 2:17 - Åskådare: ? | Argentina | 3 - 2 | Brasilien | 25-23, 20-25, 20-25, 25-17, 15-13 |

#### Final
| 7 augusti 2021 Ariake Arena, Tokyo Speltid: 2:15 - Åskådare: ? | Frankrike | 3 - 2 | ROC | 25-23, 25-17, 21-25, 21-25, 15-12 |

## Slutplaceringar
| Pos | Lag       |
| --- | --------- |
|     | Frankrike |
|     | ROC       |
|     | Argentina |
| 4.  | Brasilien |
| 5.  | Polen     |
| 6.  | Italien   |
| 7.  | Japan     |
| 8.  | Kanada    |
| 9.  | Iran      |
| 10. | USA       |
| 11. | Tunisien  |
| 12. | Venezuela |

## Individuella utmärkelser
| Utmärkelse              | Namn                  | Lag       |
| ----------------------- | --------------------- | --------- |
| Mest värdefulla spelare | Earvin N'Gapeth       | Frankrike |
| Bästa passare           | Luciano De Cecco      | Argentina |
| Bästa högerspiker       | Maksim Michajlov      | ROC       |
| Bästa vänsterspiker     | Earvin N'Gapeth       | Frankrike |
| Bästa vänsterspiker     | Egor Kljuka           | ROC       |
| Bästa center            | Barthélémy Chinenyeze | Frankrike |
| Bästa center            | Ivan Jakovlev         | ROC       |
| Bästa libero            | Jenia Grebennikov     | Frankrike |